# Kellmünz an der Iller
Kellmünz an der Iller är en köping (Markt) i Landkreis Neu-Ulm i Regierungsbezirk Schwaben i förbundslandet Bayern i Tyskland.
Köpingen ingår i kommunalförbundet Altenstadt tillsammans med köpingen Altenstadt och kommunen Osterberg.